# Matayaya
Matayaya är en ort i Dominikanska republiken.   Den ligger i provinsen San Juan, i den västra delen av landet, 170 km väster om huvudstaden Santo Domingo. Matayaya ligger 418 meter över havet och antalet invånare är 1 001.
Terrängen runt Matayaya är huvudsakligen platt, men söderut är den kuperad. Terrängen runt Matayaya sluttar norrut. Runt Matayaya är det ganska tätbefolkat, med 67 invånare per kvadratkilometer. Närmaste större samhälle är Las Matas de Farfán, 8,4 km öster om Matayaya. Trakten runt Matayaya består till största delen av jordbruksmark.